# Nicolas Coccola
Nicolas Coccola, né le 12 décembre 1854 en Corse (France) et décédé le 1er mars 1943 à Smithers (Colombie-Britannique, Canada), surnommé le « prêtre mineur », était un prêtre missionnaire de la congrégation des Oblats de Marie-Immaculée, qui œuvra dans le grand ouest canadien de 1880 à son décès en 1943, parmi les indiens Shuswap, Kootenai, Dakelh, Sekani, Gitxsan, Hagwilget, Babine et Lheidli T'enneh.

## Biographie

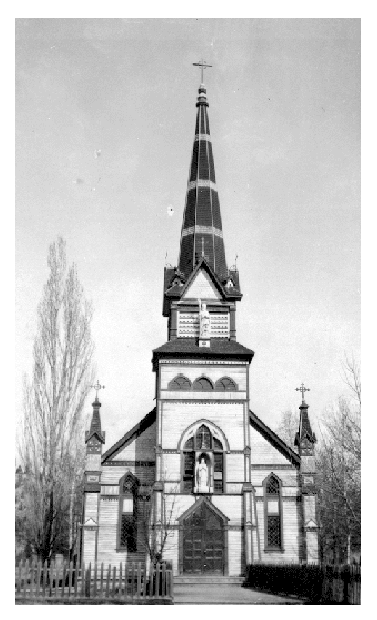
L'église de la Mission Saint-Eugène, dirigée par Nicolas Coccola dans les années 1880.

Arrivé de France le 6 juin 1880 à New York, sur le navire SS Gascoigne, le père Coccola prit le train jusqu'à San Francisco, où un petit navire le mena à New Westminster le 26 juillet. Très peu de temps après son installation, il fut envoyé chez les indiens Kamloops, puis placé sous l'autorité du père Jean-Marie Le Jacq.
Peu de temps après, le père Coccola créa une école sur le site de la Mission jésuite Saint-Eugène auprès des indiens Kootenai, en Colombie-Britannique, à la frontière des États-Unis. Il s'en occupa durant des années, tout en voyageant dans tout l'Ouest. 
Revenu au poste missionnaire après un long voyage pastoral, en avril 1893, le père Coccola est contacté par un indien Kootenai nommé Pierre, qui lui montre une pierre étrange et le mena jusqu'au lac Moyie. Le père Coccola reconnut la valeur de la découverte et déposa immédiatement une licence de droits miniers à Fort Steele puis envoya des échantillons pour analyse à la ville de Spokane, où un promoteur minier du nom de James Cronin l'aida à développer une mine d'argent. En 1895, le père Coccola et Pierre vendirent leurs parts de la société minière pour 12 000 dollars.

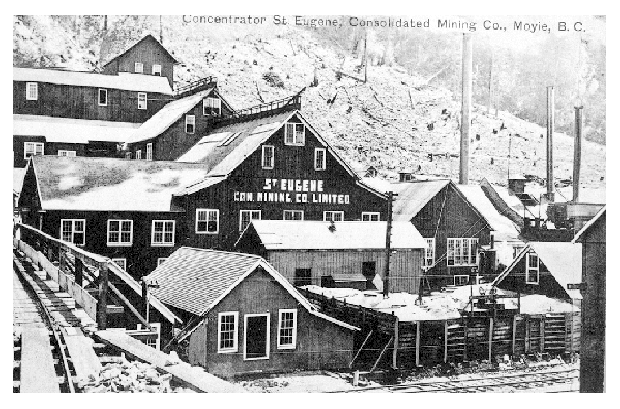
Les bâtiments de la Compagnie minière en 1908.